# Vidas y venidas
Vidas y venidas es título del primer álbum de Quijano. Salió a la venta en España en 2007. El CD contiene 11 canciones originales. La compañía discográfica es "Rebels Music".

## Lista de canciones
- Cinco Letras 4:48
- La Magdalena   3:42
- El Golfo   3:45
- El Formal    4:41
- El Arrepentido  4:06
- Te Pido Perdón   4:11
- Esto Es Amor    4:32
- Sólo Te Puedo Decir   4:26
- Besos Con Versos   4:22
- Paco   4:01
- La Balada Del Futbolista  4:57

- Datos: Q5651835